# Madikwe Game Reserve

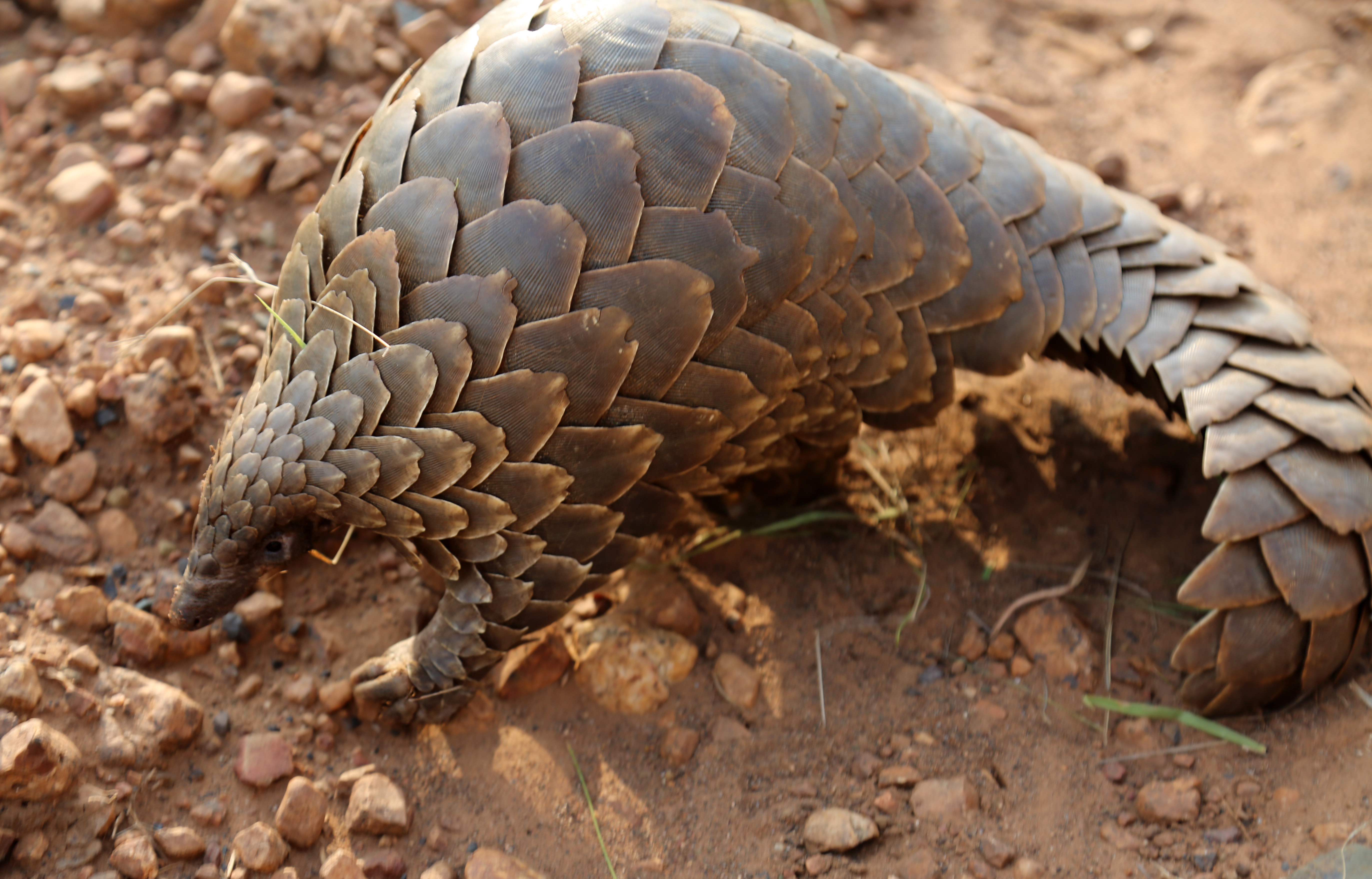
Steppenschuppentier

Das Madikwe Game Reserve ist ein 750 Quadratkilometer großes Wildreservat in der Provinz Nordwest im Norden Südafrikas. Es grenzt direkt an Botswanas Staatsgebiet. Die nächstgelegene südafrikanische Stadt in einer Entfernung von rund 90 Kilometern ist Zeerust im Süden, Gaborone in Botswana ist ca. 40 Kilometer in nordwestlicher Richtung entfernt. Das Reservat liegt im Eigentum der Provinz und wird von dieser verwaltet.

## Namensherkunft
Der Name Madikwe bezieht sich auf den Fluss Marico, der lokal auch Madikwe genannt wird und der durch das Wildschutzgebiet fließt. Der Begriff Marico wird von einem Batswana-Wort abgeleitet, das „mit Blut getränkt“ bedeutet und sich auf die Mfecane-Periode bezieht, während der blutige Stammesfehden ausgetragen wurden, viele Menschen verloren ihr Leben und viele Siedlungen in der Region wurden vollständig zerstört.

## Geschichte
Das Madikwe Game Reserve blickt auf eine lange Geschichte und Tradition zurück. Erste Bewohner des Gebiets waren die Batswana, eine Bantu-Ethnie. Der ehemalige Mafikeng Road, der heute als Hauptstraße durch das Reservat führt, wurde einst von Entdeckern, Jägern, Händlern und Missionaren im frühen 19. Jahrhundert als Teil eines Handelskorridors genutzt, der Kapstadt und Bulawayo verbindet. Bedeutende Persönlichkeiten wie William Cornwallis Harris, Cecil Rhodes und David Livingstone reisten auf dieser Route durch die Region. Die einheimische Bevölkerung betrieb in erster Linie Vieh- und Landwirtschaft. Aufgrund der schlechten Qualität des Bodens waren die Erträge dürftig und ein Großteil der Ländereien wurde aufgegeben. Das Ergebnis einer Machbarkeitsstudie für die Region zeigte, dass die Umwandlung in ein Wildreservat die effizienteste Form der Landnutzung sei und auch für lokale Gemeinden viele Vorteile bietet. 1991 wurde unter dem Namen Operation Phoenix eine große Wildtierübertragung in die Wege geleitet. Das abgegrenzte Gebiet wurde eingezäunt, 1994 eröffnet und bis 1997 wurden mehr als 8000 Tiere in 28 Arten aus anderen Regionen umgesiedelt und in dem neuen Reservat freigesetzt.

## Tierbestand
Auf dem Gebiet des Madikwe Game Reserve finden im Besonderen Busch- und Steppenbewohner einen für sie günstigen Lebensraum. Darunter befinden sich auch die Big Five, namentlich Afrikanischer Elefant (Loxodonta africana), Breitmaulnashorn (Ceratotherium simum), Kaffernbüffel (Syncerus caffer), Löwe (Panthera leo) und Leopard (Panthera pardus). Einen weiteren Schwerpunkt bilden außerdem viele Antilopenarten, die in den ausgedehnten Trocken- und Dornstrauchsavannen leben.

## Klima
Der zwischen April und August herrschende Winter ist eine überwiegend trockene Periode. Es fallen kaum Niederschläge. Die minimalen Temperaturen schwanken meist zwischen 22 (tagsüber) und 2 °C (nachts). Aufgrund der schwachen Belaubung der Buschlandschaft sowie der wenigen noch offenen Wasserstellen, an denen sich viele Arten drängen, sind Tierbeobachtungen während dieser Zeit gut möglich. Die Sommermonate (September bis März) sind durch einige Regenfälle gekennzeichnet, wodurch sich die Vegetation üppig ausbreitet. Es ist auch die Jahreszeit, in der viele neugeborene Tiere im Reservat zu sehen sind. Die maximalen Temperaturen schwanken in der Regel zwischen 32 (tagsüber) und 20 °C (nachts).

## Tourismus
Auf dem rund 750 Quadratkilometer großen Gelände des Reservats befinden sich viele Safari-Lodges, die teilweise einfach oder auch sehr luxuriös ausgestattet sind. Für die einheimische Bevölkerung stellen die touristischen Aktivitäten der Besucher eine willkommene Beschäftigungs- und Einnahmequelle dar. Das Reservat wirbt auch damit, dass das gesamte Reservatgelände malariafrei ist. Die Parkverwaltung veranstaltet zweimal täglich im Morgengrauen und in der Abenddämmerung geführte Touren, die sich auf maximal zwei bis drei Betrachtungsfahrzeuge beschränken, damit die Tiere nicht übermäßig gestört werden. Tierbeobachtungen von Fußwegen, die sich rund um die Lodges befinden, sind möglich, wobei für Kinder und Senioren spezielle Sicherheitsregeln gelten.

## Galerie
Die nachfolgende Bildauswahl zeigt einige Tiere aus dem Bestand des Madikwe Game Reserve:

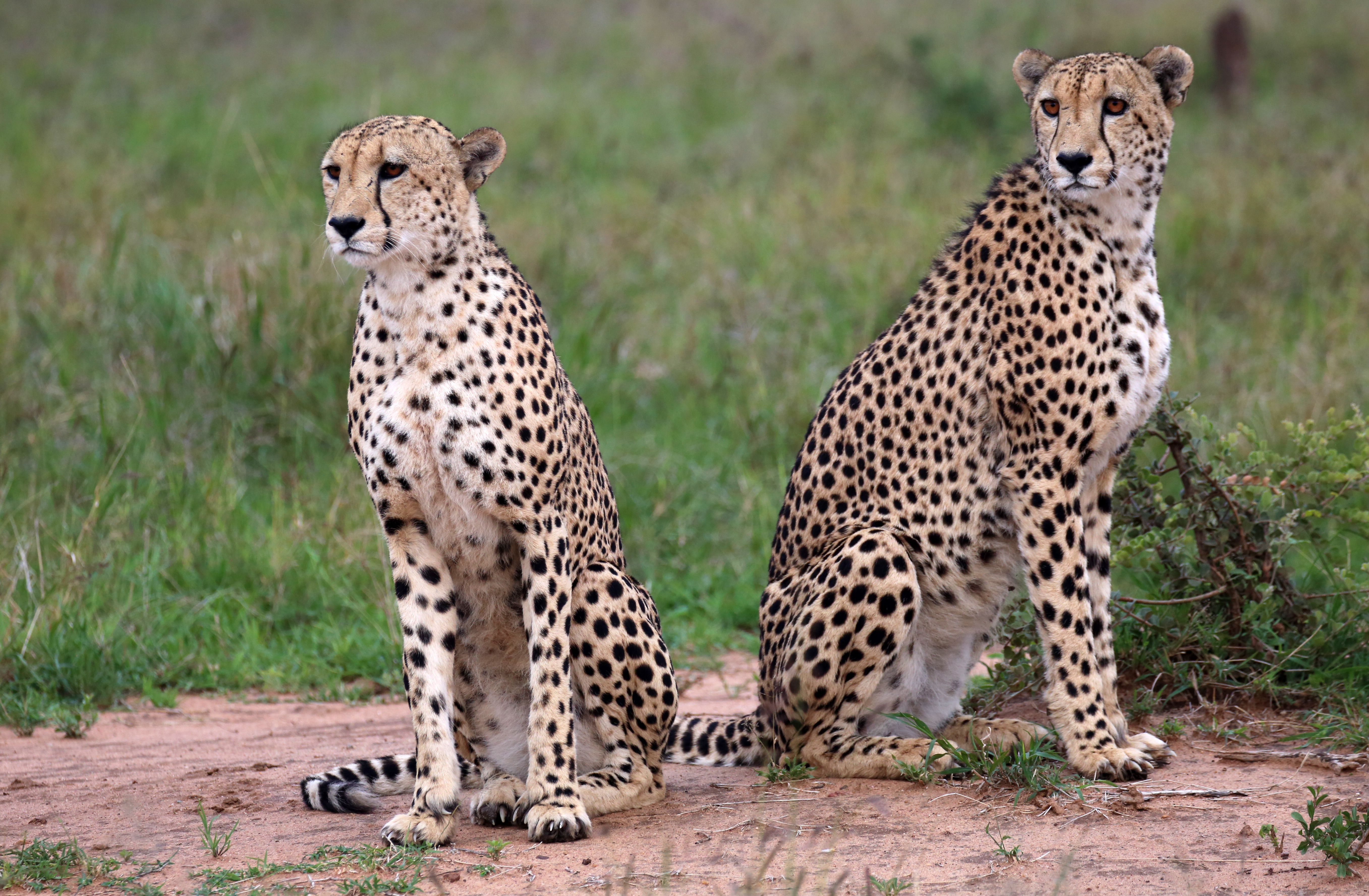
Geparden
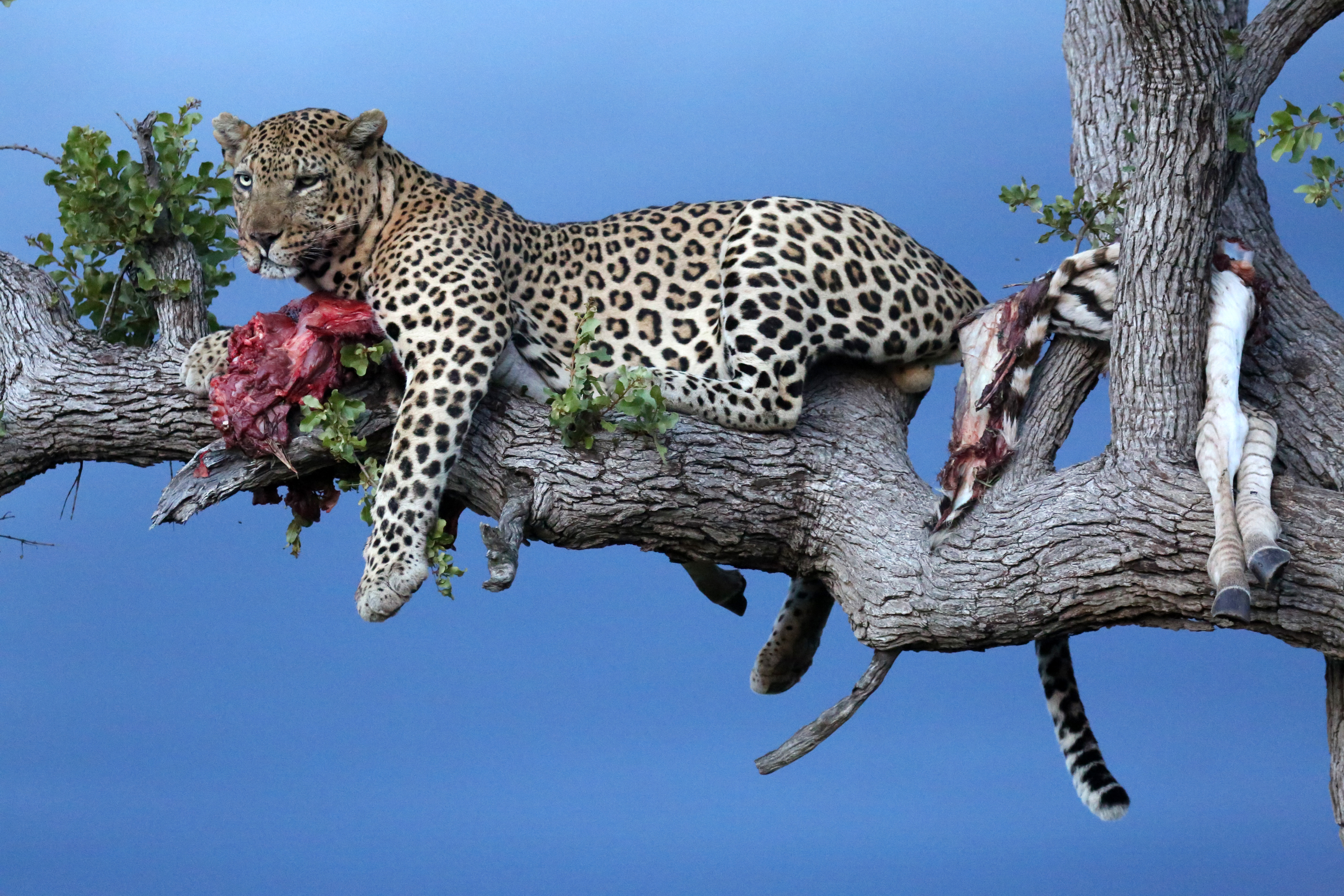
Leopard mit Beute
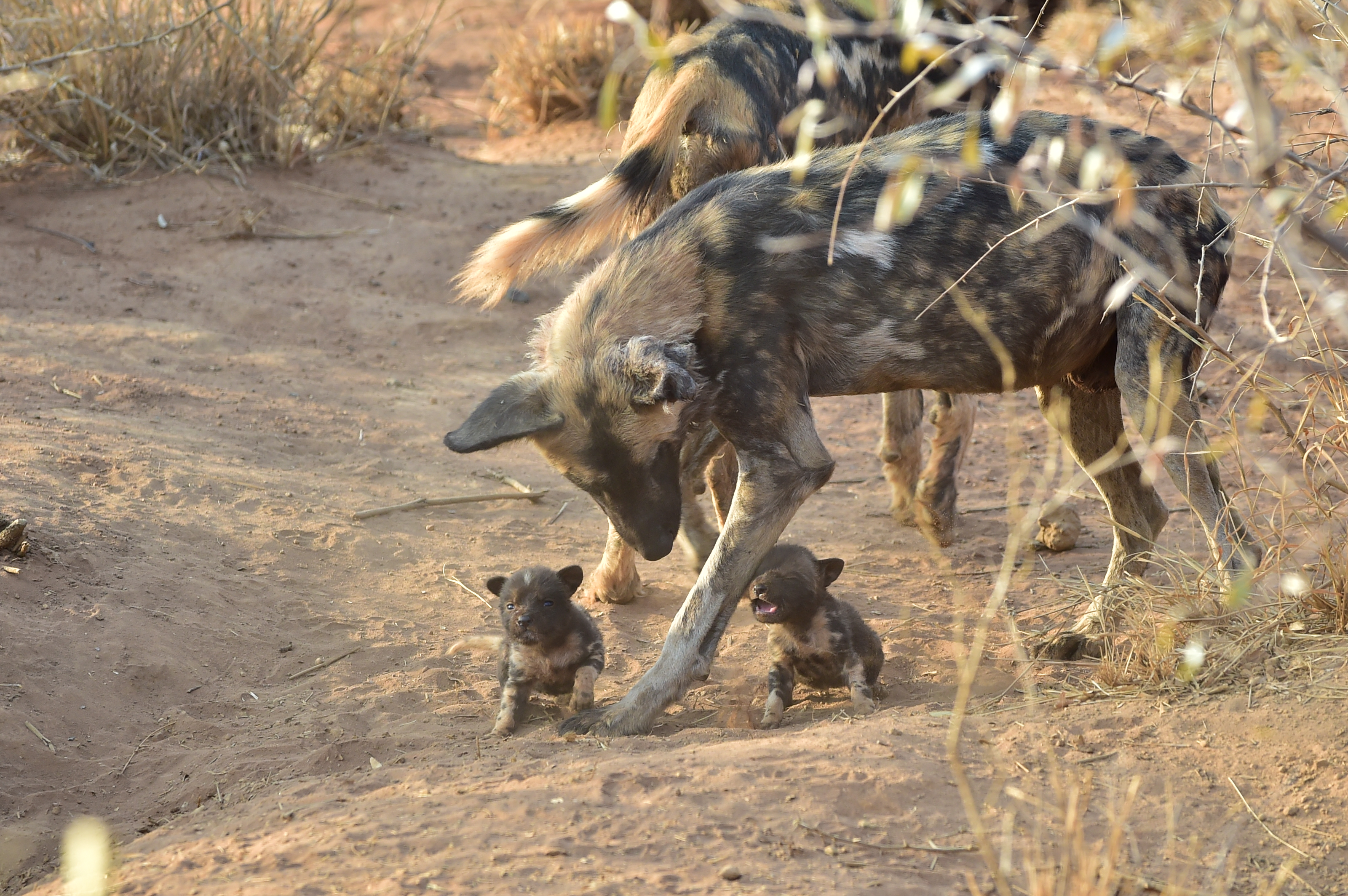
Afrikanischer Wildhund mit Jungtieren
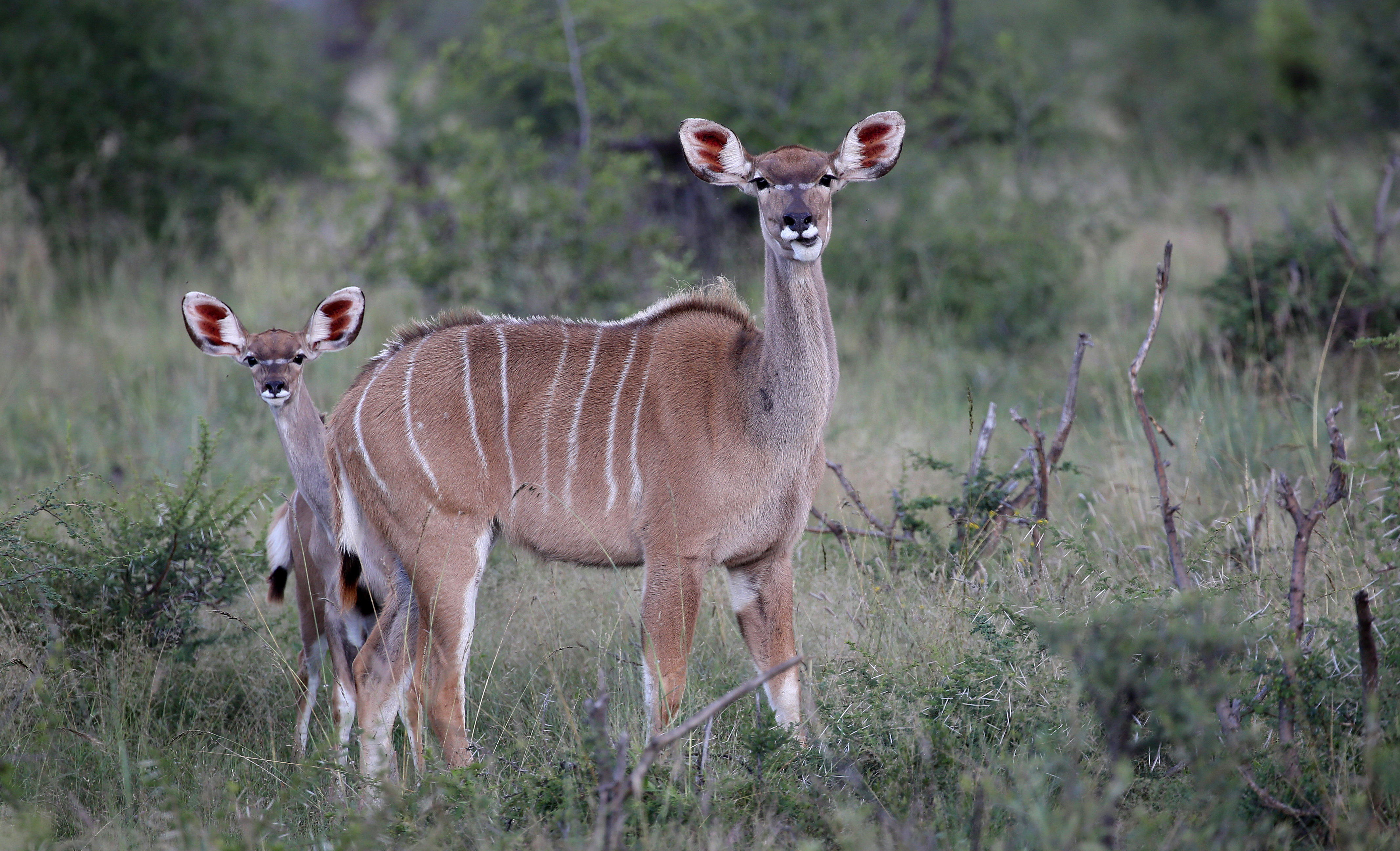
Großer Kudu, Weibchen mit Jungtier
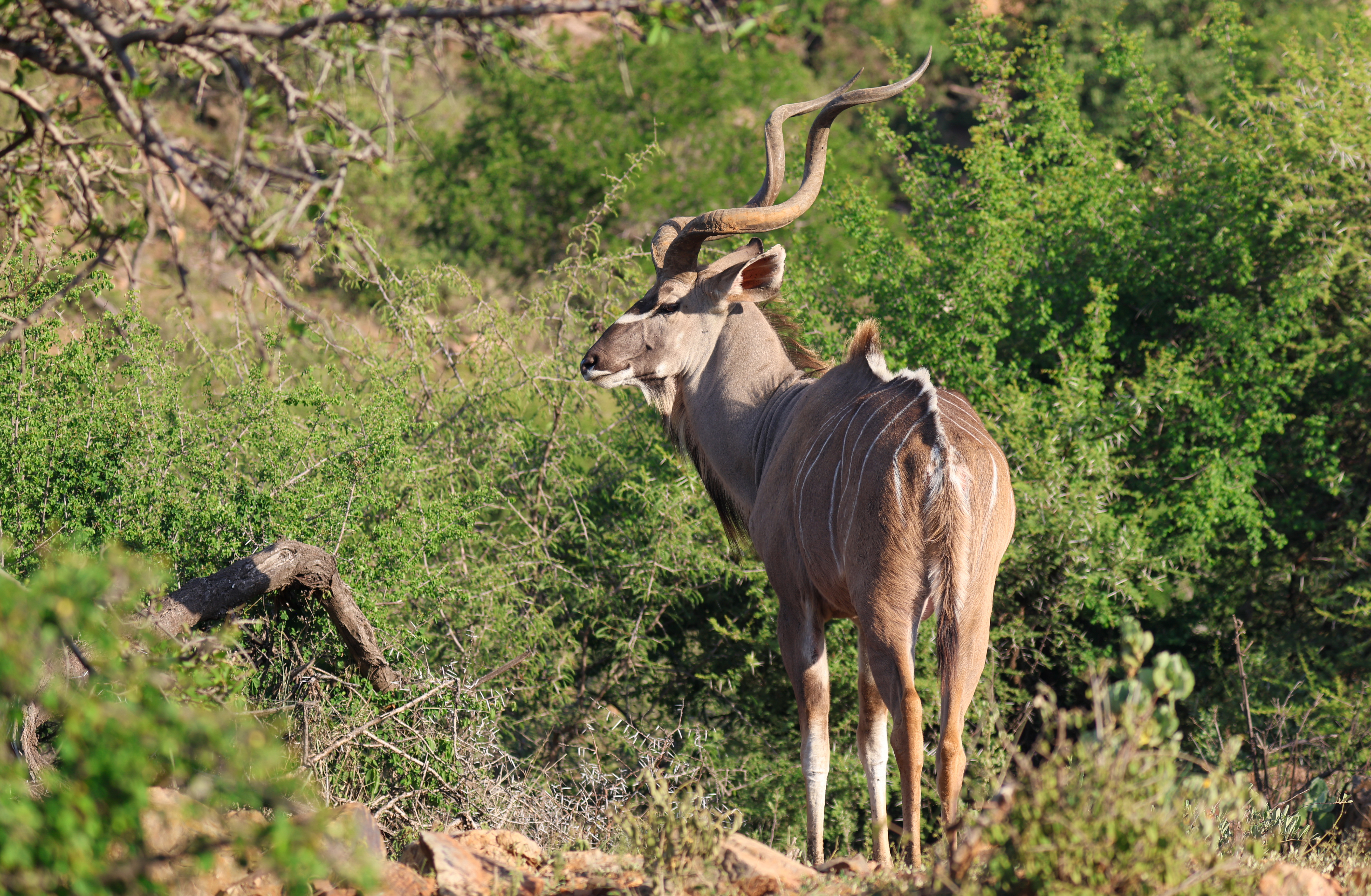
Großer Kudu, Männchen
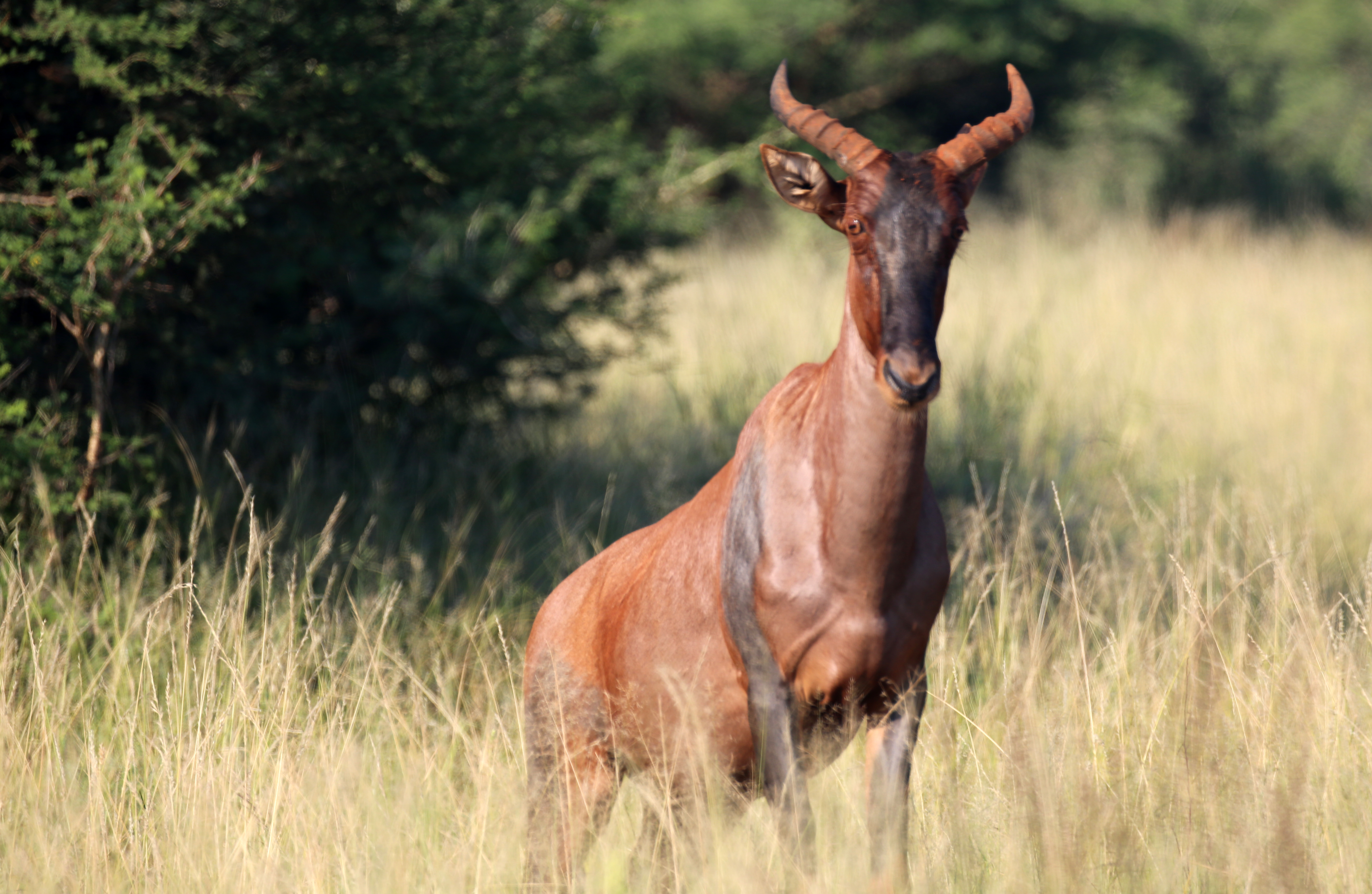
Tsessebe
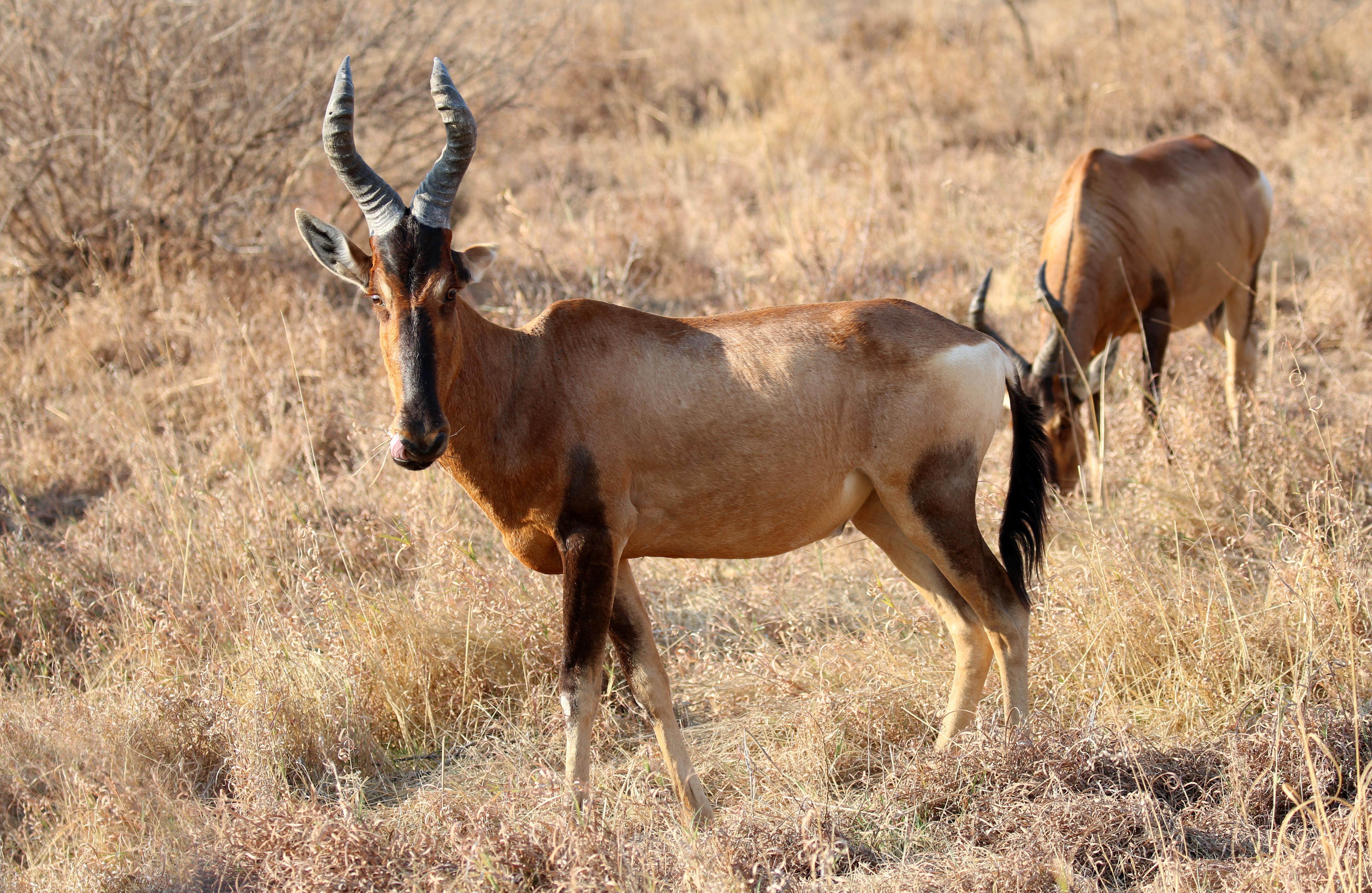
Südafrikanische Kuhantilope
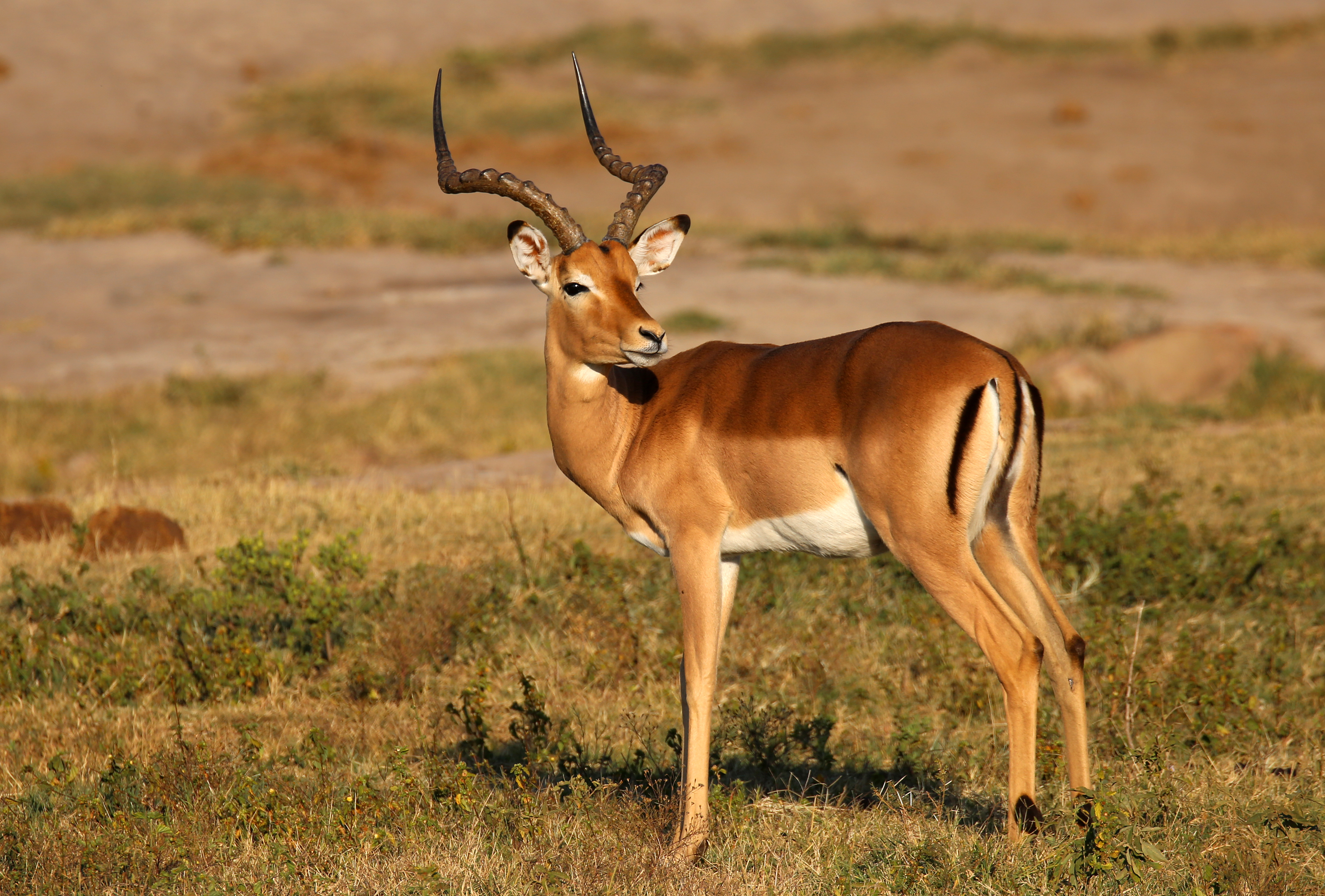
Schwarzfersenantilope, Männchen
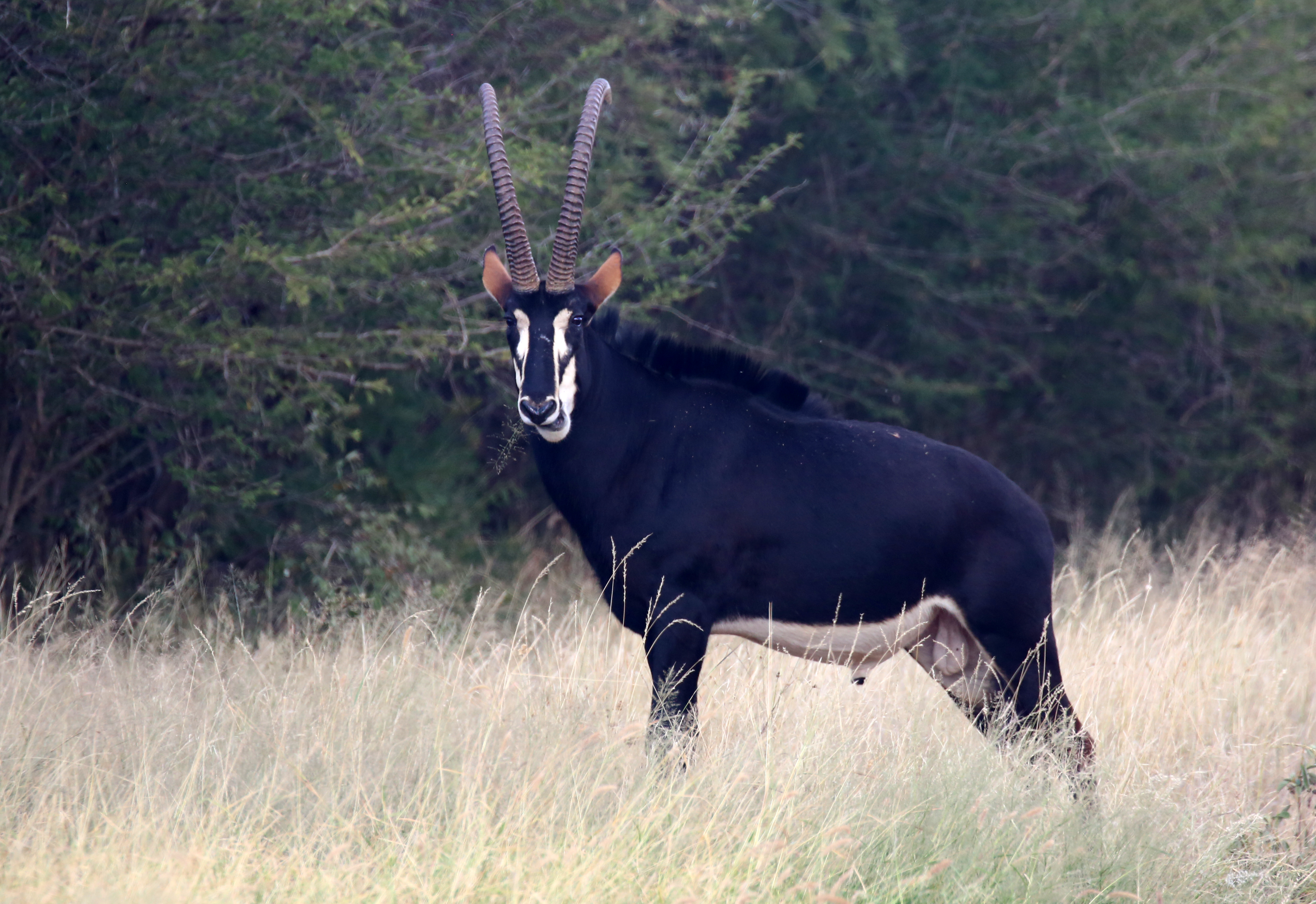
Rappenantilope
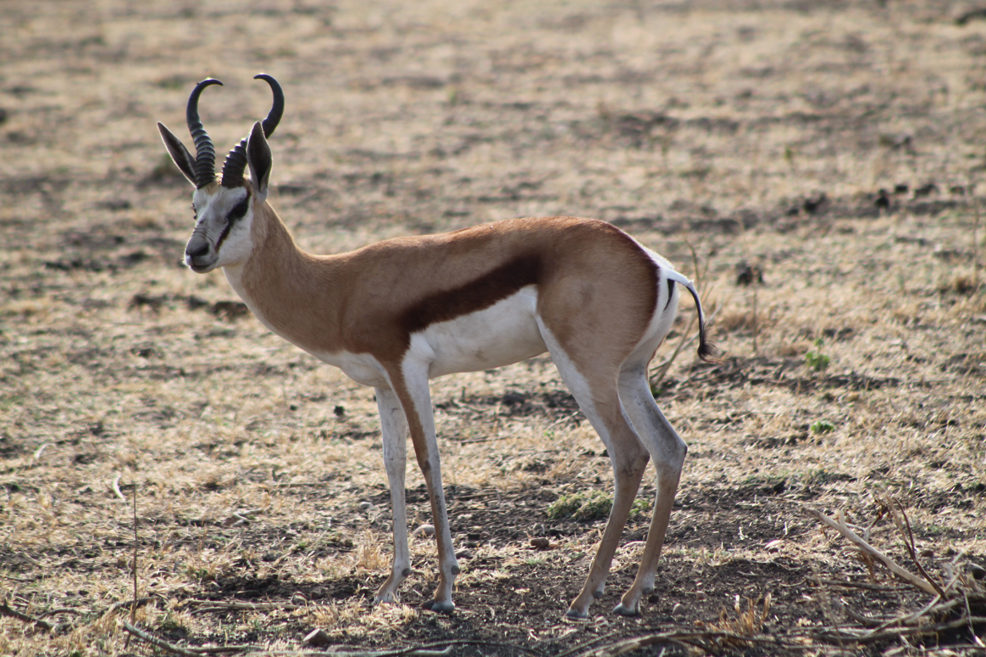
Kap-Springbock